# Aziz Çami
Aziz Çami (ur. 1893 w Filiatesie, 15 grudnia 1943 w Tiranie) – oficer albańskiej żandarmerii, działacz organizacji Balli Kombëtar. Był radykalnym przeciwnikiem władzy króla Zoga I. Z pochodzenia był Czamem.

## Życiorys
25 listopada 1925 roku uczestniczył w konferencji w Wiedniu, gdzie powstała organizacja KONARE, kierowana przez Fana Noliego.
20 lutego 1931 roku wraz z Ndokiem Gjeloshim dokonał w Wiedniu nieudanego zamachu na króla Zoga I. W grudniu 1931 za próbę zamachu na życie albańskiego króla Çami został skazany przez austriacki sąd na trzy lata więzienia. Wiedeńska gazeta Neue Freie Presse oświadczyła, że próba zamachu była naruszeniem austriackiej gościnności.
W 1939 roku po zajęciu Albanii przez Włochy został mianowany przez nowe władze szefem albańskiej żandarmerii w Korczy, jednak w 1943 roku zrzekł się tej funkcji i wstąpił do Balli Kombëtar, w której został dowódcą jednego z batalionów i aktywnie walczył z włoskimi, następnie niemieckimi wojskami. We wrześniu 1943 został głównym dowódcą sił zbrojnych Balli Kombëtar; funkcję przejął po śmierci poprzedniego dowódcy, Hysni Lepenicy, który został zabity przez wojska włoskie. Sam Çami został zabity w grudniu 1943 przez albańskich komunistów.